# 普拉蒂格哈巴赫山

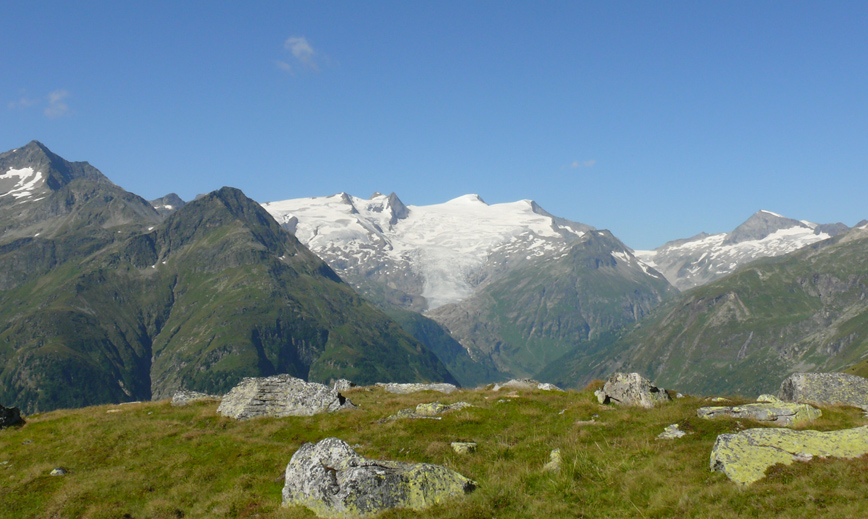

47°08′28″N 12°22′16″E / 47.14114°N 12.3712°E
普拉蒂格哈巴赫山（德語：Plattiger Habach），是奧地利的山峰，位於該國西部，處於蒂羅爾州和薩爾茨堡州接壤的邊界，屬於維內迪傑山脈的一部分，海拔高度3,207米，每年平均降雨量1,971毫米。